# Championnats d'Europe juniors d'athlétisme 1979
Navigation
1977 1981
Les 5es Championnats d'Europe juniors d'athlétisme se sont déroulés à Bydgoszcz (Pologne) du 16 au 19 août 1979 au stade Zawisza.

## Résultats

### Garçons
| Épreuves                                     | Or                                                                                          | Argent                                                                                           | Bronze                                                                                    |
| -------------------------------------------- | ------------------------------------------------------------------------------------------- | ------------------------------------------------------------------------------------------------ | ----------------------------------------------------------------------------------------- |
| 100 m (détails) (Vent : +1,0 m/s)            | Thomas Schröder 10 s 41                                                                     | Werner Zaske 10 s 43                                                                             | Michael McFarlane 10 s 43                                                                 |
| 200 m (détails) (Vent : +0,8 m/s)            | Michael McFarlane 20 s 89                                                                   | Thomas Schröder 21 s 11                                                                          | Francesco Tiziani 21 s 17                                                                 |
| 400 m (détails)                              | Hartmut Weber 45 s 77                                                                       | Andreas Knebel 46 s 45                                                                           | Melvin Fowell 46 s 63                                                                     |
| 800 m (détails)                              | Klaus-Peter Nabein 1 min 48 s 18                                                            | Andreas Hauck 1 min 48 s 85                                                                      | Dieter Elmer 1 min 48 s 98                                                                |
| 1 500 m (détails)                            | Graham Williamson 3 min 38 s 96                                                             | Leonid Bruk 3 min 39 s 95                                                                        | Peter Wirz 3 min 42 s 66                                                                  |
| 3 000 m (détails)                            | Steve Cram 8 min 05 s 18                                                                    | Jürgen Mattern 8 min 05 s 48                                                                     | Aleksandr Kuznetsov 8 min 07 s 77                                                         |
| 5 000 m (détails)                            | Stephen Binns 13 min 44 s 37                                                                | Eddy De Pauw 13 min 52 s 19                                                                      | António Leitão 13 min 54 s 83                                                             |
| 2 000 mètres steeple (détails)               | Gaetano Erba 5 min 27 s 44                                                                  | Colin Reitz 5 min 29 s 61                                                                        | Michael Langler 5 min 32 s 48                                                             |
| 110 mètres haies (détails) (Vent : -0,5 m/s) | Frank Rossland 14 s 09                                                                      | György Bakos 14 s 23                                                                             | Georgiy Shabanov 14 s 24                                                                  |
| 400 mètres haies (détails)                   | Georgios Vamvakas 50 s 67                                                                   | Sergey Chizhikov 51 s 31                                                                         | Serge Guillen 51 s 44                                                                     |
| 10 000 m marche (détails)                    | Jozef Pribilinec 41 min 04 s 71                                                             | Erling Andersen 41 min 12 s 80                                                                   | Jörg Pasemann 42 min 31 s 04                                                              |
| Saut en hauteur (détails)                    | Dietmar Mögenburg 2,24 m                                                                    | Roberto Cerri 2,24 m                                                                             | Harald Ehlke 2,18 m                                                                       |
| Saut à la perche (détails)                   | Vladimir Polyakov 5,40 m                                                                    | Aleksandr Krupskiy 5,40 m                                                                        | Thierry Vigneron 5,40 m                                                                   |
| Saut en longueur (détails)                   | Andrzej Klimaszewski 7,83 m                                                                 | Michael Rentz 7,72 m                                                                             | Waldemar Golanko 7,58 m                                                                   |
| Triple saut (détails)                        | Aleksandr Beskrovni 16,47 m                                                                 | Viktor Gerassimenya 16,45 m                                                                      | Mihai Ene 16,15 m                                                                         |
| Lancer du poids (détails)                    | Remigius Machura 18,34 m                                                                    | Andreas Horn 18,30 m                                                                             | Sergey Kasnauskas 18,03 m                                                                 |
| Lancer du disque (détails)                   | Jürgen Schult 56,18 m                                                                       | Sergey Kot 55,44 m                                                                               | Ryszard Idziak 54,94 m                                                                    |
| Lancer du marteau (détails)                  | Igor Nikulin 71,56 m                                                                        | Iouri Pastoukhov 67,18 m                                                                         | Klaus Streckenbach 66,24 m                                                                |
| Lancer du javelot (détails)                  | Joachim Lange 78,78 m                                                                       | Iouri Jirov 76,92 m                                                                              | Mitko Pavlov 72,66 m                                                                      |
| Relais 4 × 100 mètres (détails)              | Allemagne de l'Ouest Hans Fritzsche Dieter Daniels Herbert Mutschler Werner Zaske 39 s 86   | Royaume-Uni Philip Cooke Michael Powell Phil Brown Mike McFarlane 40 s 06                        | Italie Alessandro Angelini Francesco Tiziani Ermanno Colombo Carlo Simionato 40 s 21      |
| Relais 4 × 400 mètres (détails)              | Allemagne de l'Ouest Thomas Giessing Edgar Nakladal Uwe Schmitt Hartmut Weber 3 min 06 s 73 | Union soviétique Valeriy Lagutyenok Sergey Melnikov Fedor Vakhitov Pavel Konovalov 3 min 06 s 76 | Allemagne de l'Est Frank Hübner Enrico Becker Andreas Neuber Andreas Knebel 3 min 07 s 35 |
| Décathlon (détails)                          | Siegfried Wentz 7 822 pts                                                                   | Dietmar Jentsch 7 718 pts                                                                        | Peter Hummel 7 506 pts                                                                    |

### Filles
| Épreuves                                     | Or                                                                                          | Argent                                                                                          | Bronze                                                                                             |
| -------------------------------------------- | ------------------------------------------------------------------------------------------- | ----------------------------------------------------------------------------------------------- | -------------------------------------------------------------------------------------------------- |
| 100 m (détails) (Vent : -1,6 m/s)            | Kerstin Walther 11 s 57                                                                     | Kirsten Siemon 11 s 57                                                                          | Elke Vollmer 11 s 61                                                                               |
| 200 m (détails) (Vent : -0,4 m/s)            | Kerstin Walther 23 s 11                                                                     | Karin Verguts 23 s 41                                                                           | Natalya Bochina Elke Vollmer 23 s 45                                                               |
| 400 m (détails)                              | Dagmar Rübsam 51 s 55                                                                       | Liliya Tuznikova 51 s 68                                                                        | Marion Heilmann 52 s 08                                                                            |
| 800 m (détails)                              | Marion Hübner 2 min 01 s 21                                                                 | Birgit Brudel 2 min 01 s 90                                                                     | Rossitsa Ekova 2 min 02 s 72                                                                       |
| 1 500 m (détails)                            | Irina Nikitina 4 min 10 s 50                                                                | Gunvor Hilde 4 min 11 s 84                                                                      | Cristina Cojocaru 4 min 12 s 14                                                                    |
| 100 mètres haies (détails) (Vent : -0,7 m/s) | Lena Spoof 13 s 24                                                                          | Silva Oja 13 s 57                                                                               | Edith Oker 13 s 70                                                                                 |
| Saut en hauteur (détails)                    | Kerstin Dedner 1,87 m                                                                       | Katrin Buck 1,87 m                                                                              | Barbara Simmonds 1,84 m                                                                            |
| Saut en longueur (détails)                   | Helga Radtke 6,47 m                                                                         | Sabine Everts 6,46 m                                                                            | Susan Hearnshaw 6,46 m                                                                             |
| Lancer du poids (détails)                    | Liane Schmuhl 18,33 m                                                                       | Simone Rüdrich 17,12 m                                                                          | Yelena Kozlova 16,59 m                                                                             |
| Lancer de disque (détails)                   | Irina Meszynski 60,30 m                                                                     | Sylvia Madetzky 56,88 m                                                                         | Tsvetanka Hristova 54,76 m                                                                         |
| Lancer du javelot (détails)                  | Fatima Whitbread 58,20 m                                                                    | Katrin Strobel 58,02 m                                                                          | Antoaneta Todorova 57,76 m                                                                         |
| Relais 4 × 100 mètres (détails)              | Allemagne de l'Est Cornelia Kirsten Kerstin Walther Undine Hartmann Kirsten Siemon 43 s 95  | Union soviétique Yelena Malakhova Galina Mikheyeva Alla Kozlovskaya Natalya Bochina 44 s 59     | Allemagne de l'Ouest Edith Oker Elke Vollmer Anke Köninger Friedericke Vombohr 44 s 84             |
| Relais 4 × 400 mètres (détails)              | Allemagne de l'Est Kerstin Cattus Marion Hübner Marion Heilmann Dagmar Rübsam 3 min 31 s 68 | Allemagne de l'Ouest Petra Krützmann Anke Zelgert Friedericke Vombohr Rita Daimer 3 min 35 s 39 | Union soviétique Lyubov Kiryukhina Aldona Mendzoryte Marina Ivanova Liliya Tuznikova 3 min 35 s 47 |
| Pentathlon (détails)                         | Sabine Everts 4 594 pts                                                                     | Silva Oja 4 424 pts                                                                             | Anke Vater 4 322 pts                                                                               |

## Tableau des médailles[1]
- Pays hôte

| Rang  | Nation               | Or | Argent | Bronze | Total |
| ----- | -------------------- | -- | ------ | ------ | ----- |
| 1     | Allemagne de l'Est   | 14 | 12     | 6      | 32    |
| 2     | Allemagne de l'Ouest | 7  | 4      | 6      | 17    |
| 3     | Royaume-Uni          | 5  | 2      | 4      | 11    |
| 4     | Union soviétique     | 4  | 12     | 6      | 22    |
| 5     | Tchécoslovaquie      | 2  | 0      | 0      | 2     |
| 6     | Italie               | 1  | 1      | 2      | 4     |
| 7     | Pologne              | 1  | 0      | 2      | 3     |
| 8     | Finlande             | 1  | 0      | 0      | 1     |
| 8     | Grèce                | 1  | 0      | 0      | 1     |
| 10    | Belgique             | 0  | 2      | 0      | 2     |
| 10    | Norvège              | 0  | 2      | 0      | 2     |
| 12    | Hongrie              | 0  | 1      | 0      | 1     |
| 13    | Bulgarie             | 0  | 0      | 4      | 4     |
| 14    | France               | 0  | 0      | 2      | 2     |
| 14    | Roumanie             | 0  | 0      | 2      | 2     |
| 14    | Suisse               | 0  | 0      | 2      | 2     |
| 17    | Portugal             | 0  | 0      | 1      | 1     |
| Total | Total                | 36 | 36     | 37     | 109   |